# 長間神明神社
長間神明神社（ながましんめいじんじゃ）は、岐阜県羽島市上中町長間に鎮座する神社（神明神社）。

## 概要
- 創建時期は不詳。美濃明細記（元文3年（1738年）成立。成立当初の書名は百茎根）では尾張国石作郷長間庄の総社とされている[1][2]。
- 元伊勢の中島宮がこの付近であったという[1][2]。
- 旧社格は郷社。1956年（昭和31年）4月に岐阜県神社庁より県神社庁支部長参向指定神社（銀幣社）の指定を受け、1961年（昭和36年）12月に岐阜県神社庁より県神社庁長参向指定神社（金幣社）の指定を受ける[3]。

## 祭神
- 天照大神

## 祭事
- 例祭

10月9日
- 粥占い神事

1月15日

## 文化財
羽島雨乞い踊り
- 太鼓踊りを神社に奉納したのが始まりという[4]。毎年8月の奉納盆踊りなどで披露される[4]。
- 1981年（昭和56年）6月に羽島市の無形民俗文化財に指定されている[5]。

## 交通アクセス
- 羽島市コミュニティバス南部線「長間」バス停下車、徒歩で約7分。
- 羽島市コミュニティバス東・はしまわる線「長間区民会館」バス停下車、徒歩で約7分。